# Кіф'як Ольга Петрівна
Кіф'як-фон-Краймер Ольга Петрівна (нар. 24 квітня 1984, Київ, УРСР) — українська артистка балету, Прима балерина Національного академічного театру опери та балету України імені Тараса Шевченка (з 2001 р.). Заслужена артистка України з 2012 року.

## Біографія
Народилася 24 квітня 1984 року у Києві в родині інженерів. Батько — Киф'як Петро Іванович (1950 р.н.), мати — Киф'як Феодосія Ананіївну (1950 р.н.). З 5 років відвідувала балетну студію, займалася стрибками на батуті, плаванням.
У 1991-1997 навчалася в дитячій музичній школі № 27 м. Києва по класу фортепіано. У 1995 році вступила до хореографічної школи «Кияночка». У 1998 році вступила до Української Академії танцю (педагог А. Г. Кальченко, Заслужена артистка України, засновник «Української Академії Балету»). У 2001 році закінчила повний курс Української Академії танцю за фахом хореографія з присвоєнням кваліфікації «артистка балету». В тому ж році отримала диплом з відзнакою Міжнародного Слов'янського університету за спеціальністю хореографія. У 2001 році закінчила середню загальноосвітню школу № 84 м. Києва. У 2002 році вступила до Херсонського державного університету. У 2006 році закінчила університет з присвоєнням кваліфікації вчителя хореографії, естетики, художньої культури. З 2001 року працює в Національному Академічному театрі Опери та Балету України імені Тараса Шевченка.

## Нагороди та відзнаки
- Лауреат IV Міжнародного фестивалю-конкурсу «Танець ХХІ століття» (квітень 2000)[3]
- Лауреат конкурсу-фестивалю «Лотос» (березень 2001)
- Дипломант IV Міжнародного конкурсу (Відень, Австрія) — диплом (квітень 2001)
- Лауреат I Міжнародного фестивалю ім. Вацлава Ніжинського (березень 2001)
- Лауреат IV Міжнародного конкурсу ім. Сержа Лифаря — III премія (травень 2002)
- Лауреат V-го Міжнародного конкурсу (Відень, Австрія) — II премія (квітень 2004 року)
- Лауреат Міжнародного конкурсу «Premio Roma» — I премія (липень 2004)[4][5]
- Лауреат VII-го Міжнародного фестивалю-конкурсу (танець XXI століття) — I премія за класичний танець, I премія — модерн (квітень 2004 року)
- Лауреат I-го Міжнародного конкурсу ім. Ю. Григоровича «Молодий Балет Миру» — III премія (вересень 2006)
- Лауреат VI-го Міжнародного конкурсу ім. Сержа Лифаря — II премія (квітень 2006).[6][7]

## Творчість
В репертуарі балерини — найбільші партії класичного балету, а також безліч партій в сучасних балетах. Критики відзначають в Ольги Киф'як віртуозну техніку, «явно виражену обдарованість, наполегливість у досягненні мети. Творча сміливість забезпечили їй заслуги в танцювальних форумах і визнання балетної спільноти». Ольга Кифяк — технічна балерина з солідним послужним списком. Їй властива жорстка, але впевнена сценічна манера подачі себе, старанність у роботі над образом.

### Балетні партії
- «Баядерка» — Гамзати[8]
- «Дон Кіхот» — Кітрі, Вулична танцівниця[8]
- «Лебедине озеро» — Одетта та Одилія[11]
- «Спартак» у хореографії В. Литвинова та А. І. Литвинова — Егіна[12]
- «Лускунчик» — Клара (Маша)[13]
- «Корсар» — Медора, Гульнара[3]
- «Спляча красуня» — Аврора[12]
- Гран па із балету «Пахіта» — Пахіта[8]
- «Майстер і Маргарита» — Маргарита[14]
- «Білосніжка» — Білосніжка[15]
- «Жизель» — Мирта, Па-де-де[3]
- «Кармен-сюїта» — Кармен хор. Н.Калініної[16]
- «Цезар» — Кифрідія[17]

## Фестивалі
- Міжнародний фестиваль «Молоді таланти» —Прага, Чехія (квітень 1999 р)
- 3 Міжнародний фестиваль «Танець ХХІ століття» (квітень 2000 р.)[12]
- 1 Міжнародний фестиваль Вацлава Ніжинського (березень 2001 р.)
- Міжнародний фестиваль «Зірки світового балету» — 2003, 2006, 2008, 2009 рр. (Мехіко, Мексика; Мілан, Італія)[12]
- Турне з Анастасією Волочковою (березень 2004 р.)[13]
- Галла Світлани Захарової — 2006, 2008, 2009 рр. (Парма, Італія; Белград, Сербія; Токіо, Японія; Барселона, Іспанія)[8]
- Запрошена балерина «Балет Лускунчик» — Казань (25 лютого 2007 року)[13]
- У 2012 році брала участь у ювілейному турі по США зі спектаклем «Лускунчик». В одній з вистав брала участь донька Барака Обами Саша. На виставі була вся сім'я і президент Обама
- Брала участь у постановці балету «Кармен». Хореографія Надії Калініної (2014 рік) на муз. Бізе в редакції В.Войтека. У співпраці «Franceconcert» [16] .
- Брала участь в турне по Франції з гала-концертом «Operamania» (2015 рік, лютий — квітень)[18]
- Брала участь в турне по США як запрошена артистка балету з балетом «Лебедине озеро» (2015-2017)[19]
- У 2017 році була запрошена в Мілан, Італія, для участі у виставі «Лебедине озеро» спільно зі школою «Українська Академія балету»[20]
- У 2017-2018 році брала участь в турне з балетом «Лебедине озеро», Китай, Індія (листопад — січень)[21].